# Verdugo Mountains

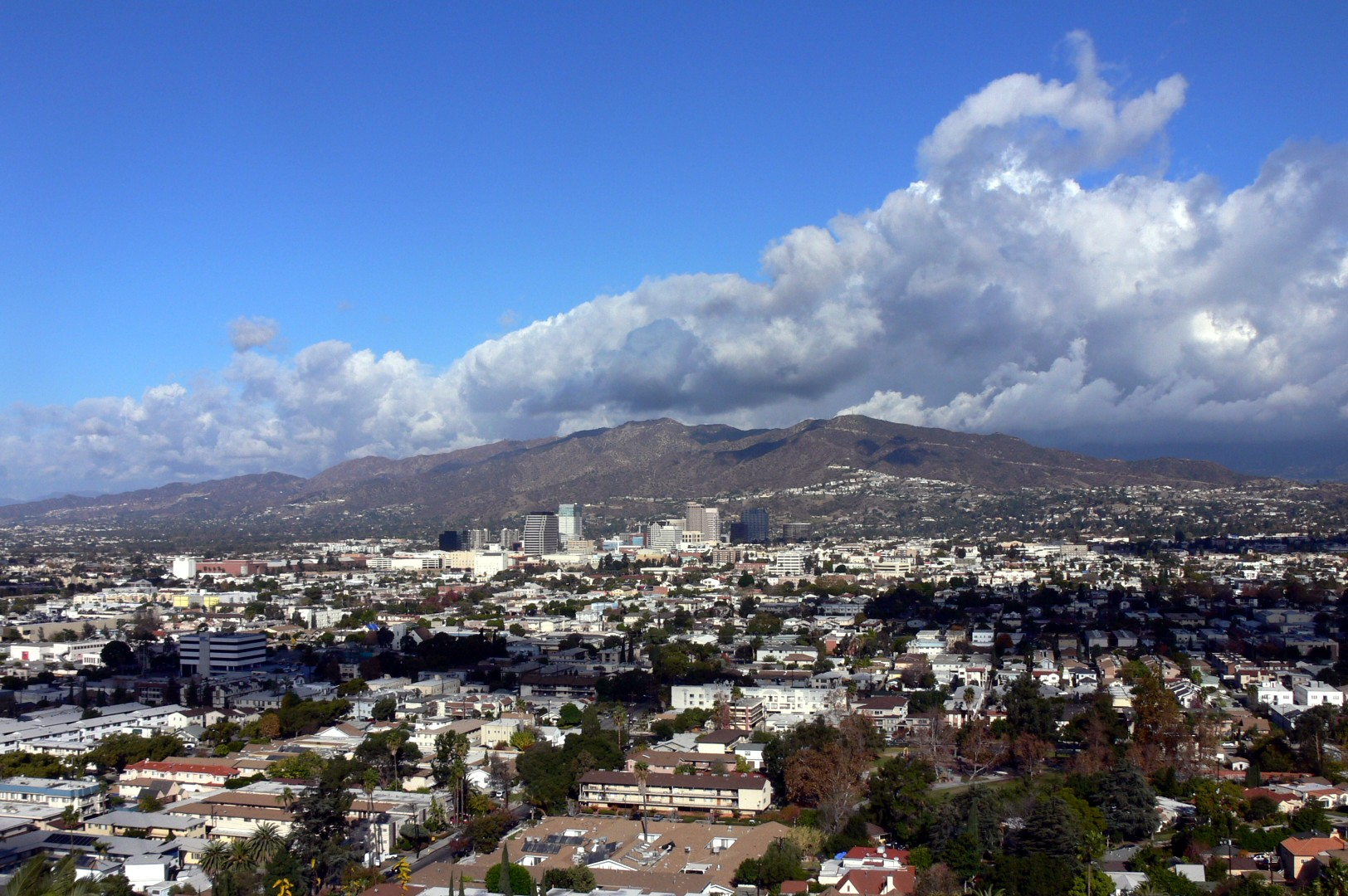
Verdugo Mountains sett från söder

Verdugo Mountains är en mindre bergskedja som utgör en utlöpare till San Gabriel Mountains i Los Angeles County, Kalifornien, USA. Bergskedjan kallas ibland "the Verdugos" eller "Verdugo Hills". Högsta punkt är Verdugo Peak, 953 m ö.h.

## Geografi
Bergskedjan sträcker sig huvudsakligen från sydväst till nordost mellan staden Glendale och Tujunga-området i Los Angeles. Verdugo Mountains ligger i städerna Glendale, Burbank och Los Angeles. Los Angeles-områdena  Tujunga, Sunland, Shadow Hills, La Tuna Canyon och Sun Valley ligger alla i anslutning till Verdugo Mountains norra del och bergskedjan markerar den östra gränsen för San Fernando Valley.